# 拓跋紇那
拓跋紇那，生卒年不詳，中國东晋十六國時期鮮卑索頭部首領、代王，325年至329年、335年至337年在位，是南北朝時期北魏皇帝的先祖之一。拓跋猗㐌之子，拓跋賀傉之弟。325年，賀傉去世，紇那因此繼立。
327年，紇那為后赵中山公石虎派軍所攻，兵敗，遷首府於大寧（今河北張家口）。329年，賀蘭部及其他各部酋长共立紇那的堂姪拓跋翳槐為代王，紇那只好投奔宇文部。
335年，翳槐欲殺其舅父賀蘭部酋長贺兰蔼头，各部因此叛變，紇那自宇文部返回，再被擁立為代王，翳槐逃奔後趙。337年，翳槐在後趙將領李穆保護下至大寧，翳槐的舊部紛紛歸附，紇那因此再出奔前燕，其後不知所終。
北魏道武帝拓跋珪稱帝時，將紇那追諡為煬皇帝。
| 前任： 兄·惠帝拓跋賀傉   | 北魏追尊先祖 索頭部鮮卑首領 代國君主 325-329 （第一次） | 繼任： 堂侄·烈帝拓跋翳槐 |
| 前任： 堂侄·烈帝拓跋翳槐 | 北魏追尊先祖 索頭部鮮卑首領 代國君主 335-337 （第二次） | 繼任： 堂侄·烈帝拓跋翳槐 |